# Pip Karmel
Philippa Karmel (* 27. März 1963 in Adelaide) ist eine australische Filmeditorin, Drehbuchautorin und Filmregisseurin.

## Leben
Karmel begann ihre Laufbahn im Filmgeschäft Mitte der 1980er Jahre. Sie studierte an der Australian Film Television and Radio School und drehte in dieser Zeit mehrere Kurzfilme, für die sie auch die Drehbücher verfasste.
Von 1988 bis 2007 arbeitete sie als Editorin für den Regisseur Scott Hicks. 1997 wurde sie für ihren Schnitt von Shine – Der Weg ins Licht für den Oscar in der Kategorie Bester Schnitt nominiert. Für diesen Film gewann sie einen AFI Award und wurde zudem für den BAFTA Film Award und den Eddie Award nominiert.
Im Jahr 1999 gab sie ihr Regie-Langfilmdebüt mit Me, Myself, I, der ihr zwei Nominierungen für den AFI Award einbrachte. Seit 2018 tritt sie nur noch als Drehbuchautorin für verschiedene Fernsehproduktionen in Erscheinung. 2020 und 2021 wurde sie für ihre Arbeit von der Australian Writers' Guild ausgezeichnet.

## Filmografie (Auswahl)
als Filmeditorin
- 1988: Sebastian und der Spatz (Sebastian and the Sparrow)
- 1996: Shine – Der Weg ins Licht (Shine)
- 2001: Hearts in Atlantis
- 2007: Rezept zum Verlieben (No Reservations)

als Drehbuchautorin
- 1984: Ana Who (Kurzfilm)
- 1989: Sex Rules (Kurzfilm)
- 1991: Fantastic Futures  (Kurzfilm)
- 1999: Mein Leben auf zwei Wegen (Me, Myself, I)
- 2018: Olivia Newton-John: Hopelessly Devoted to You (Miniserie, 1 Folge)
- 2019–2024: Total Control (Fernsehserie, 4 Folgen)
- 2021: New Gold Mountain (Miniserie, 1 Folge)
- 2023: Bad Behaviour (Miniserie)

als Regisseurin
- 1984: Ana Who (Kurzfilm)
- 1989: Sex Rules (Kurzfilm)
- 1991: Fantastic Futures (Kurzfilm)
- 1999: Mein Leben auf zwei Wegen (Me, Myself, I)